# Daphnella hedya
Daphnella hedya é uma espécie de gastrópode do gênero Daphnella, pertencente à família Raphitomidae.